# Percy Verwayne
 (mars 2019).
Si vous disposez d'ouvrages ou d'articles de référence ou si vous connaissez des sites web de qualité traitant du thème abordé ici, merci de compléter l'article en donnant les références utiles à sa vérifiabilité et en les liant à la section « Notes et références ».

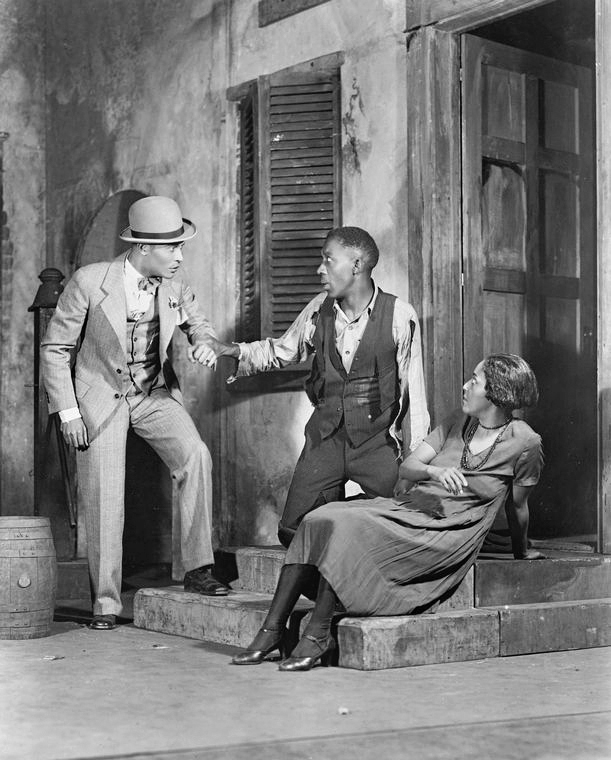
De g. à d. : Percy Verwayne, Frank Wilson et Evelyn Ellis dans Porgy, à Broadway en 1927

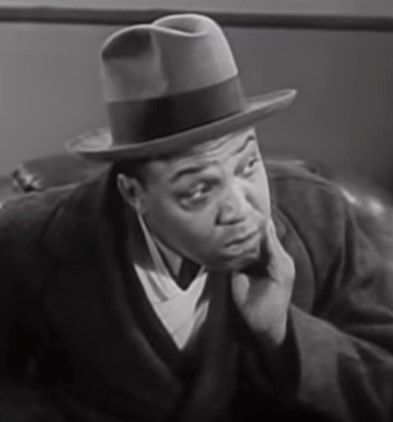
Dans Paradise in Harlem (1939)

Percy Verwayne, né le 10 mars 1895 en Guyane britannique (actuel Guyana) et mort en novembre 1968 à New York (État de New York), est un acteur américain d'origine britannique (parfois crédité Percy Verwayen).

## Biographie
Émigré dans sa jeunesse aux États-Unis, Percy Verwayne joue notamment au théâtre à Broadway (New York) dans huit pièces, représentées entre 1926 et 1946 , dont Porgy de Dorothy et DuBose Heyward (1927-1928, aux côtés de Frank Wilson et Evelyn Ellis, où il personnifie Sportin' Life, rôle repris en 1929) et Androclès et le Lion (en) de George Bernard Shaw (1938-1939, avec Dooley Wilson dans le rôle-titre).
Toujours à Broadway, s'ajoutent la comédie musicale Singin' the Blues, sur une musique de Jimmy McHugh et Burton Lane (1931, avec Mantan Moreland et Frank Wilson), ainsi que la revue Chamberlain Brown's Scrap Book (1932, avec Ernest Whitman).
Au cinéma, Percy Verwayne contribue à treize films américains (dont des courts métrages), principalement des Race films, les quatre premiers sortis en 1921. Son sixième film (et dernier muet) est The Conjure Woman (en) d'Oscar Micheaux (1926, avec Evelyn Preer).
Parmi ses sept films parlants, citons Paradise in Harlem (en) de Joseph Seiden (1939, avec Frank Wilson et Mamie Smith) et Sepia Cinderella (en) d'Arthur H. Leonard (son dernier film, 1947, avec Jack Carter et Freddie Bartholomew).
À la télévision américaine, il apparaît uniquement dans la série The Phil Silvers Show (en), lors d'un épisode diffusé en 1957, son ultime prestation à l'écran.

## Théâtre à Broadway (intégrale)
(pièces, sauf mention contraire)
- 1926 : Black Boy de Jim Tully et Frank Mitchell Dazey, mise en scène de David Burton : « Yellow »
- 1927-1928 : Porgy de Dorothy et DuBose Heyward, mise en scène de Rouben Mamoulian : Sportin' Life (rôle repris en 1929)
- 1930 : Sweet Chariot de Robert Wilder : Troll
- 1931 : Singin' the Blues, comédie musicale, musique de Jimmy McHugh et Burton Lane (orchestrée par Robert Russell Bennett, lyrics d'Harold Adamson et Dorothy Fields, livret de John McDowan : Jack Wilson
- 1932 : Chamberlain Brown's Scrap Book, revue produite par Chamberlain Brown, musique, lyrics et sketches de divers auteurs : Williams
- 1934 : Too Many Boats d'Owen Davis : Caporal Rivins
- 1936 : Walk Together Chillun de (et mise en scène par) Frank Wilson : M. Primero
- 1936 : The Conjure Man Dies (ou Conjur Man Dies), adaptation par Arna Bontemps et Countee Cullen du roman éponyme de Rudolph Fisher, mise en scène d'Augustus Smith et Joseph Losey : « Spider Web »
- 1938-1939 : Androclès et le Lion (en) (Androcles and the Lion) de George Bernard Shaw : Lentulus
- 1946 : Jeb de Robert Ardrey, mise en scène d'Herman Shumlin : Flabber

## Filmographie

### Cinéma (sélection)
- 1926 : The Conjure Woman d'Oscar Micheaux : rôle non spécifié
- 1930 : A Daughter of the Congo d'Oscar Micheaux : « Pidgy » Muffy
- 1939 : Paradise in Harlem de Joseph Seiden : « Spanish »
- 1939 : Straight to Heaven d'Arthur H. Leonard : « Lucky » John Simon
- 1940 : Sunday Sinners d'Arthur Dreifuss : Teck Adams
- 1945 : Romance on the Beat de Bud Pollard (court métrage) : rôle non spécifié
- 1946 : Fight That Ghost de Sam Newfield : « Moneybags » Jim
- 1947 : Sepia Cinderella d'Arthur H. Leonard : MacMillan

### Télévision (intégrale)
- 1957 : The Phil Silvers Show, saison 3, épisode 9 Cherokee Ernie : le grand-père